# دانيال لويس (منتج أفلام)
دانيال لويس هو منتج أفلام كندي، ولد في 12 أكتوبر 1953 في مونتريال في كندا.

## وصلات خارجية
- دانيال لويس على موقع IMDb (الإنجليزية)
- دانيال لويس على موقع قاعدة بيانات الفيلم (الإنجليزية)